# NGC 2264
إن جي سي 2264 هو عدد في تسمية الفهرس العام الجديد يحدد اثنين من الأجسام الفلكية ككائن واحد وهما مجموعة مفتوحة من نجوم تسمى عنقود شجرة عيد الميلاد و السديم المنتشر سديم الكوز (Cone Nebula) يقع الجسمين في اتجاه كوكبة وحيد القرن على بعد حوالي 800 فرسخ فلكي أو 2600 سنة ضوئية من الأرض.
وهناك جسمين أخرى ين ضمن هذا التصنيف غير مدرجة رسميا هما:
- ندفة الثلج العنقودية [2][3]
- وسديم فراء الثعلب[4]

ومع ذلك، يشير تعيين إن جي سي 2264 في الفهرس العام الجديد إلى كل الأجسام وليس فقط للعنقود.
رصد وليام هيرشيل سديم الكوز في 26 ديسمبر 1785،، وذلك باستخدام تلسكوب عاكس

## وصلات خارجية
- NGC 2264 @ SEDS NGC objects pages
- إن جي سي 2264 على موقع ويكي سكاي: DSS2, SDSS, GALEX, IRAS, Hydrogen α, X-Ray, Astrophoto, Sky Map, Articles and images

- O Tannenbaum, O Tannenbaum! - Astronomy Sketch of the Day 12-25-2008